# Globidens
Il globidente (gen. Globidens) è un rettile marino appartenente ai mosasauri. Visse nel Cretaceo superiore (Campaniano - Maastrichtiano, circa 80 - 66 milioni di anni fa). I suoi resti fossili sono stati ritrovati in Nordamerica (USA), Asia Orientale (Timor), Medio Oriente (Giordania, Siria), Africa (Egitto, Marocco, Angola) ed Europa (Belgio).

## Descrizione
Questo animale era lungo circa 8 metri e aveva un aspetto generale abbastanza simile a quello degli altri mosasauri: un corpo relativamente allungato, zampe appiattite e trasformate in strutture simili a pagaie, una coda appiattita lateralmente e molto lunga, una testa triangolare dotata di mascelle potenti. La dentatura di questo mosasauro, tuttavia, era molto differente da quella delle forme tipiche: i denti erano infatti di forma globulare (da qui il nome Globidens), al contrario di quelli degli altri mosasauri che erano appuntiti e spesso carenati.

## Classificazione

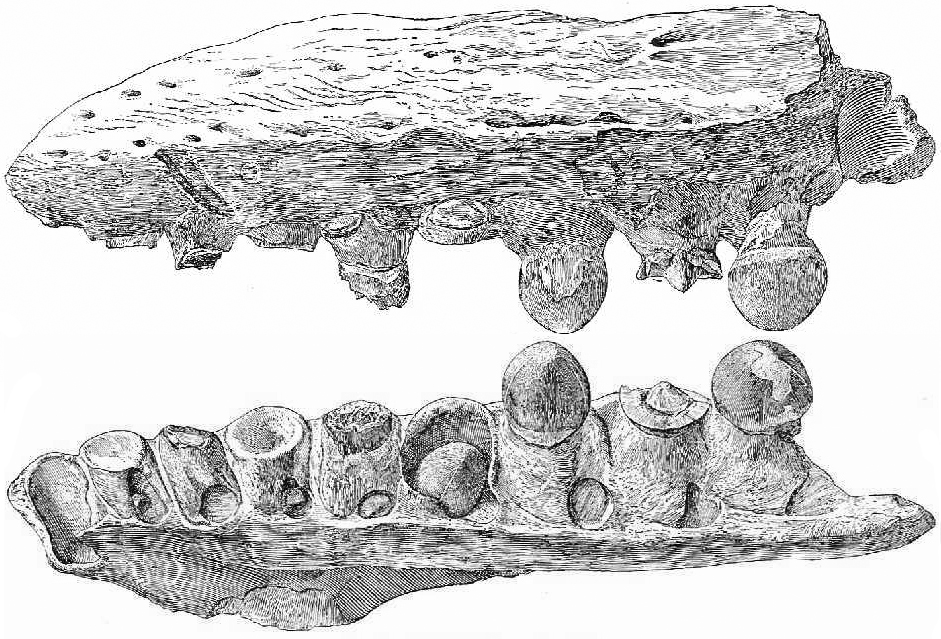
Esemplare tipo di Globidens alabamaensis

Globidens è stato descritto per la prima volta nel 1912: Charles Whitney Gilmore coniò la specie Globidens alabamaensis per alcuni resti ritrovati in terreni del Campaniano in Alabama; successivamente vennero scoperte e descritte numerose altre specie attribuite a questo genere in diverse parti del mondo. Sempre dal Nordamerica provengono G. dakotensis e G. schurmanni. In Medio Oriente è stato descritto nel 2009 G. hisaensis, mentre altre specie sono note in Marocco (G. phosphaticus, G. simplex) e in Egitto (G. aegyptiacus, da alcuni attribuito a un genere a sé stante, Igdamanosaurus). La specie G. dakotensis è stata ritrovata anche in Belgio (Bardet et al., 2005). Resti provenienti dall'Asia Sudorientale (isola di Timor) e noti come G. timorensis sono stati in seguito attribuiti a un ittiosauro triassico durofago (Mulder e Jagt, 2019).

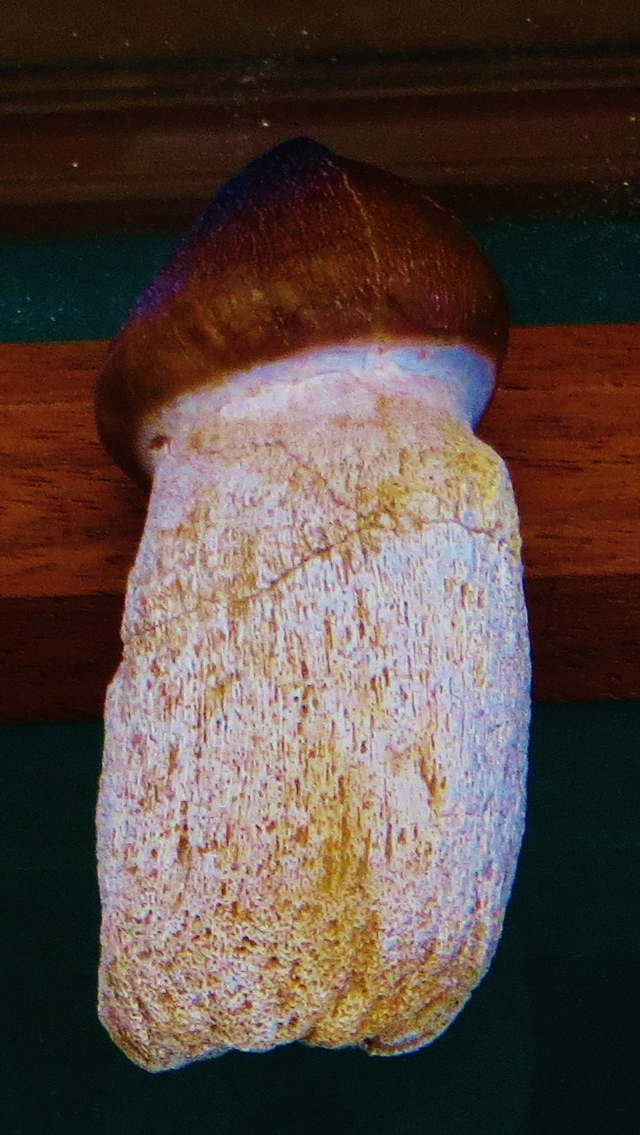
Dente fossile di Globidens phosphaticus proveniente dal Marocco

Malgrado le differenze nella dentatura, Globidens è considerato un rappresentante dei Mosasaurinae, una sottofamiglia di mosasauridi comprendenti forme gigantesche come Mosasaurus. È stata creata una tribù apposita (Globidensini) per collocare Globidens e altre forme dai denti arrotondati (Carinodens, Harranasaurus). Ricerche del 2012 hanno però evidenziato come questa tribù possa essere una serie di forme via via più evolute poste alla base della tribù Plotosaurini.

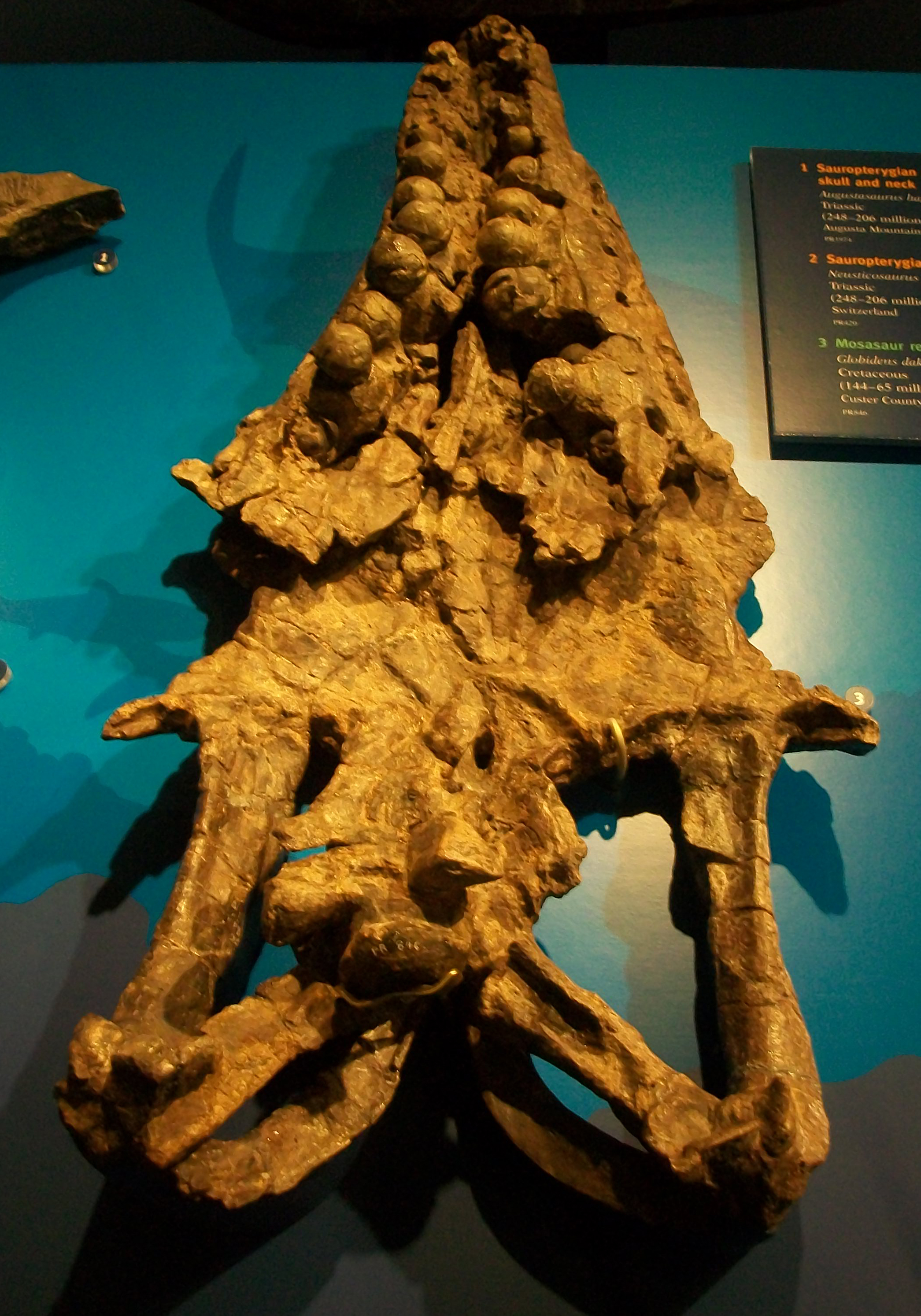
Cranio fossile di Globidens dakotensis

## Paleoecologia
La maggior parte dei mosasauri erano adattati a predare soffici prede scivolose e ad arpionarle con denti acuminati, e alcuni di essi (Goronyosaurus) si specializzarono ancor di più, con denti trancianti. Benché alcuni mosasauri (ad esempio Prognathodon) fossero in grado di rompere i gusci dei molluschi cefalopodi come le ammoniti, nessuno di questi era così specializzato come Globidens, che con i suoi denti emisferici era in grado di fracassare i gusci di piccole tartarughe, ammoniti, nautiloidi e bivalvi.

## Bibliografia

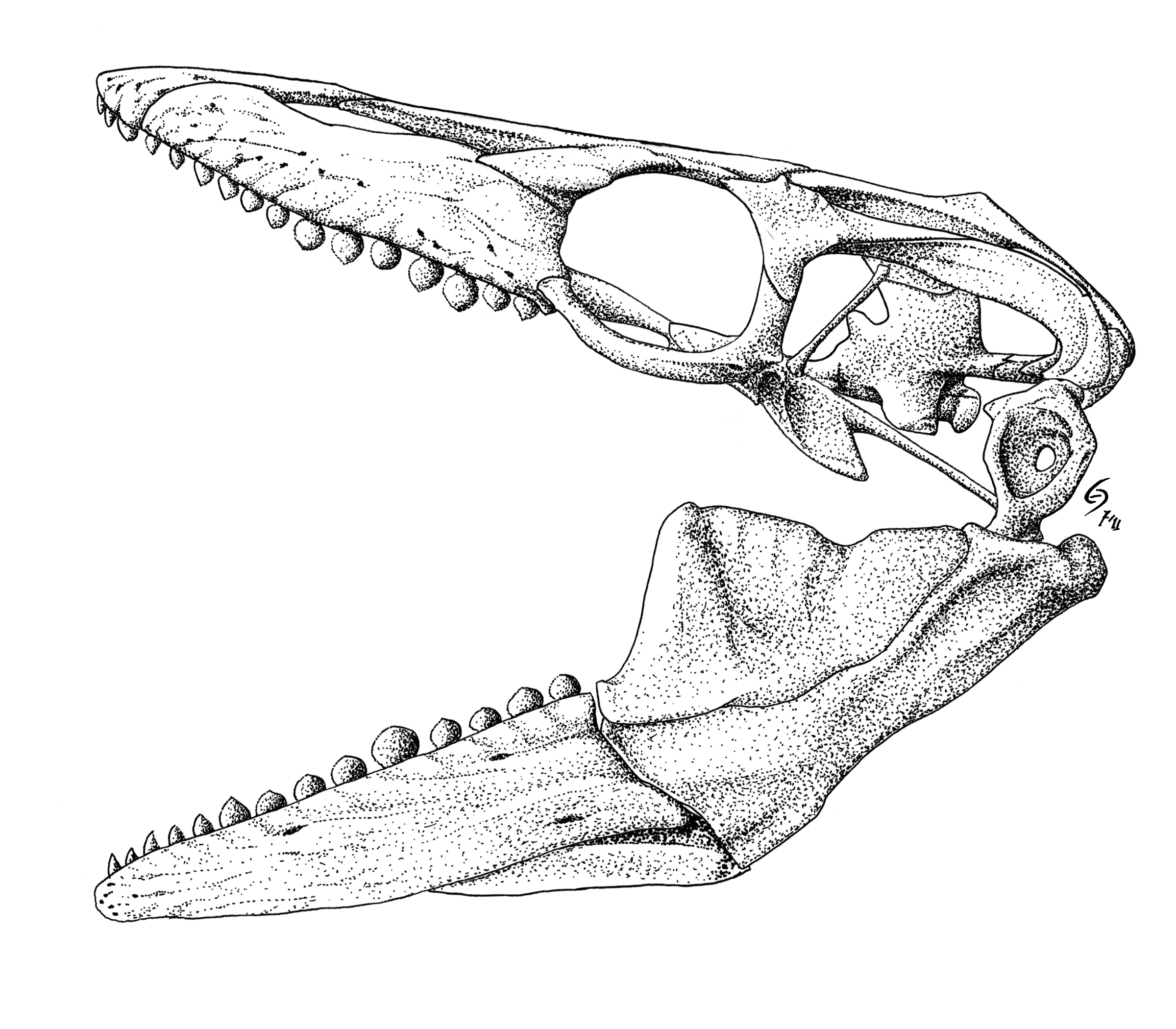
Ricostruzione del cranio di Globidens dakotensis